# Сальва, Эктор
Э́ктор Сальва́ (исп. Héctor Salvá González; 27 ноября 1939, Монтевидео — 20 ноября 2015, там же) — уругвайский футболист, полузащитник, выступавший в 1950-х — 1970-х годах. В составе сборной Уругвая — участник чемпионата мира 1966 года. После завершения спортивной карьеры периодически работал тренером.

## Биография
Эктор Сальва — воспитанник школы «Насьоналя», в основном составе которого дебютировал в 1959 году. Выступал за эту команду до 1961 года, дважды занимал с «Насьоналем» второе место в чемпионате Уругвая (после «Пеньяроля»). С 1962 по 1965 год выступал за «Рамплу Хуниорс». Наиболее успешным для него и команды стал 1964 год — Сальва с 12 голами стал лучшим бомбардиром чемпионата, а скромная «Рампла» стала вице-чемпионом страны (вновь первенствовал «Пеньяроль»). С 1966 по 1968 год Эктор Сальва играл за «Данубио», после чего переехал в Аргентину, где провёл сезон за «Химнасию и Эсгриму» из Ла-Платы. Свои последние в профессиональной карьере сезоны провёл на родине — за «Белья Висту» (1970 год) и «Уракан Бусео» в 1971 году.
Если на клубном уровне Чино Сальва так и не выиграл ни одного трофея, то вместе со сборной Уругвая ему повезло больше. Ещё до дебюта за «Насьональ» в 1958 году в составе молодёжной сборной Сальва стал победителем второго розыгрыша чемпионата Южной Америки в своей возрастной категории. С 1960 по 1967 год Сальва выступал за основную сборную Уругвая, и в 18 матчах отметился двумя забитыми голами. В 1966 году вместе с «селесте» выступил на чемпионате мира в Англии. Сальва сыграл в одном матче — в 1/4 финала уругвайцы уступили будущим финалистам, сборной ФРГ, со счётом 0:4. В 1967 году помог своей национальной команде выиграть чемпионат Южной Америки. В этот раз он принял участие во всех пяти матчах, лишь один раз выйдя на замену, и четыре раза появляясь в основном составе.
После завершения спортивной карьеры Чино Сальва работал тренером в «Химнасии» (Ла-Плата), «Мирамар Мисьонесе» и «Насьонале». В 1986 году выиграл с «Мирамар Мисьонесом» Второй дивизион чемпионата Уругвая. В 1996 году выиграл с «Насьоналем» второй этап чемпионата Уругвая — Клаусуру. Кроме того, благодаря Сальве в «Насьонале» сумел закрепиться впоследствии защитник сборной Уругвая (участник чемпионата мира 2002) Фабиан O’Нил.
Эктор Сальва умер 20 ноября 2015 года, не дожив всего неделю до своего 76-летия.

## Титулы и достижения
Командные
- Вице-чемпион Уругвая (2): 1959, 1961, 1964
- Чемпион Южной Америки среди молодёжи (1): 1958
- Чемпион Южной Америки (1): 1967

Личные
- Лучший бомбардир чемпионата Уругвая (1): 1964

Тренерские
- Победитель Второго дивизиона Уругвая (1): 1986